# Darja Alexejewna Garkuschtschenko
Darja Alexejewna Garkuschtschenko (russisch Дарья Алексеевна Гаркущенко; * 26. Februar 2002) ist eine russische Handballspielerin. Die Torhüterin ist russische Nationalspielerin im Beachhandball.

## Hallenhandball
Garkuschtschenko spielt für GK Dynamo Wolgograd und die A-Auswahl des Oblasts Wolgograd.

## Beachhandball
Das erste internationale Turnier mit einer russischen Auswahl bestritt Garkuschtschenko 2019 im Rahmen der Jugendeuropameisterschaften (U17) in Stare Jabłonki, für das sie aus einem Pool von 30 Spielerinnen ausgewählt wurde. Obwohl in der Halle Torhüterin, kommt sie im Beachhandball als Feldspielerin zum Einsatz. Nach einer Niederlage zum Auftakt gegen die Deutschen Mädchen gelangen anschließend in den beiden anderen Vorrundenspielen gegen die Schweiz und Frankreich Siege. Gegen Deutschland war Garkuschtschenko mit 14 erzielten Punkten beste russische Torschützin. In der Hauptrunde gab es Niederlagen gegen Spanien und die Niederlande und dazwischen einen Sieg über die polnischen Gastgeberinnen. Als Dritte ihrer Hauptgruppe waren die Russinnen damit nicht für die Halbfinals, sondern die Platzierungsspiele qualifiziert. Hier gelangen Siege über Litauen und Portugal, womit Russland das Turnier auf dem fünften Platz beendete. Gegen Litauen erzielte Garkuschtschenko als drittbeste Werferin zehn Punkte und war gegen Portugal mit acht Punkten zweitbeste Scorerin. Garkuschtschenko bestritt alle acht Spiele und erzielte dabei 50 Punkte. Neben Tatjana Litwinowa, Wiktorija Korobowa, Tatjana Medwedewa, Sofija Lyschina und Jelisaweta Dudkina wurde sie in das Aufgebot der direkt im Anschluss an selber Stelle stattfindenden Europameisterschaften 2019 berufen.

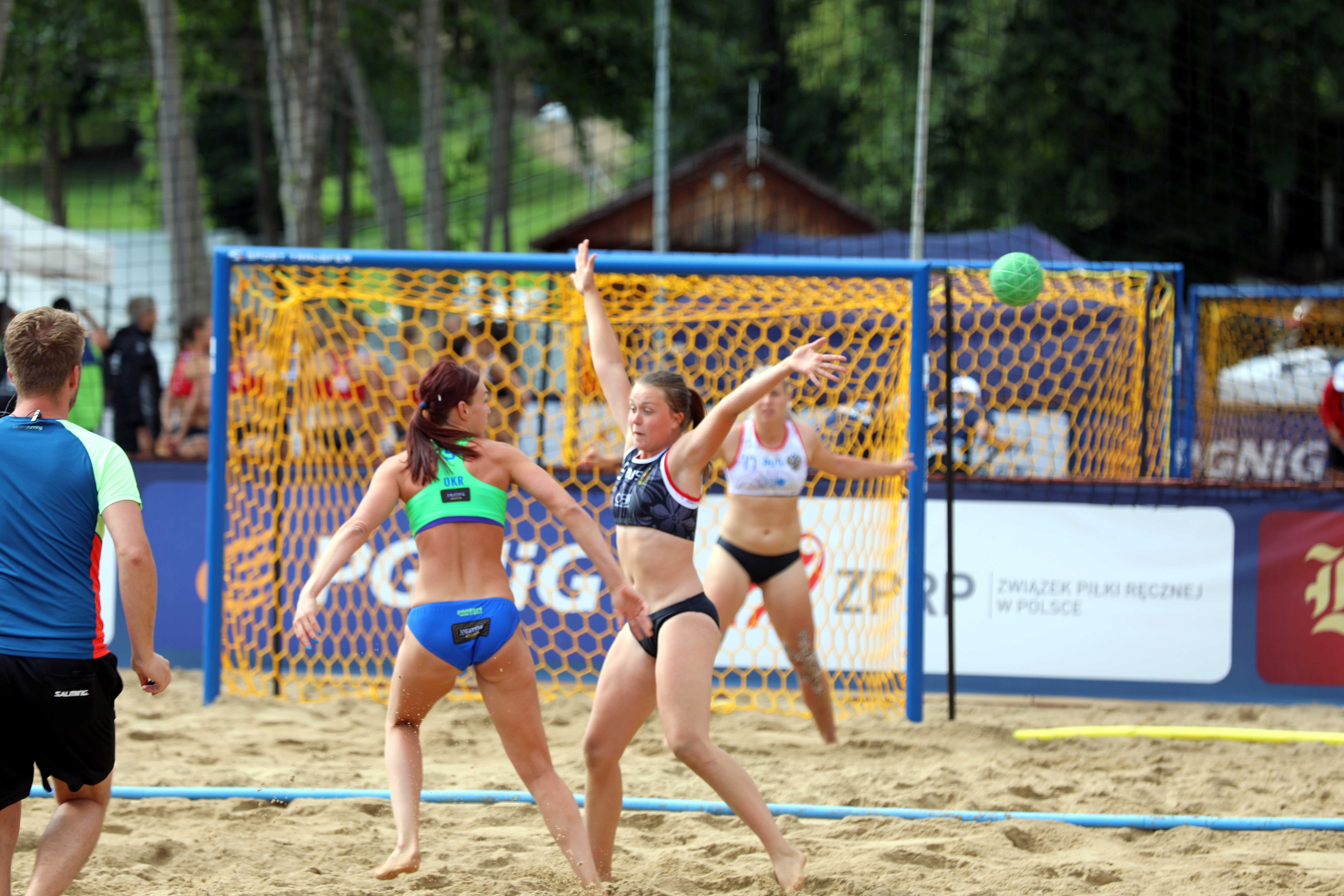
Garkuschtschenko verteidigt gegen Yuliya Andriychuk im Vorrundenspiel der EM 2019 gegen die Ukraine.

Auch bei der EM spielten die Russinnen als erstes gegen Deutschland und unterlagen erneut im Shootout. Danach folgte gegen Nordmazedonien der einzige Sieg in der Vorrunde. Als Vorletzte ihrer Gruppe gelang nicht die Qualifikation für die Hauptrunde. In der Trostrunde unterlag Russland zunächst ein weiteres Mal gegen Frankreich, bevor zwei Siege gegen Slowenien und Rumänien gelangen. Es folgten die Platzierungsspiele. Hier gewannen die Russinnen ihr erstes Spiel gegen die Türkei und schlugen im letzten Spiel um den neunten Rang die Deutschen Frauen. Garkuschtschenko bestritt alle zehn Partien und erzielte neun Punkte.

## Einzelbelege
1. ↑  European Handball Federation – 2019 Women’s Ech Beach Handball 17 / Final Tournament. Abgerufen am 10. Dezember 2021 (englisch).
2. ↑  European Handball Federation – 2019 Women’s ECh Beach Handball / Final Tournament. Abgerufen am 10. Dezember 2021 (englisch).

| Personendaten    | Personendaten                                                                                      |
| ---------------- | -------------------------------------------------------------------------------------------------- |
| NAME             | Garkuschtschenko, Darja Alexejewna                                                                 |
| ALTERNATIVNAMEN  | Гаркущенко, Дарья Алексеевна (russisch); Garkushchenko, Daria Alekseevna (englische Transkription) |
| KURZBESCHREIBUNG | russische Handballspielerin                                                                        |
| GEBURTSDATUM     | 26. Februar 2002                                                                                   |